# Нова Дуброва (зупинний пункт)
Нова Дуброва (біл. Новая Дуброва) — зупинний пункт Могильовського відділення Білоруської залізниці в Октябрському районі Гомельської області. Розташований у селі Нова Дуброва; на лінії Бобруйськ — Рабкор, поміж зупинними пунктами Бумажкове і Октябрський.